# تيبالت
تيبالت (بالإنجليزية: Tybalt)‏ شخصية خيالية من عائلة كابوليت، ويعتبر هو الخصم الرئيسي في مسرحية روميو وجولييت لوليام شكسبير. وهو ابن شقيق سيدة كابوليت، وابن عم جولييت القصير اللطيف، ومنافس روميو.

## دوره في المسرحية
في فصل المسرحية الأول، وفي المشهد الأول، يدخل تيبالت ويساعد خدمه، سامبسون وغريغوري، الذين كانوا يتقاتلون في الشارع مع خدم مونتاج وأبراهام وبالثاسار. وعند رؤيتة لبنفوليو (ابن عم روميو) وهو يحاول ايقاف القتال، أشهر تيبالت سيفه ليقاتله، قائلا:
ما هذا، تتحدث عن السلام؟ أنا أكره هذه الكلمة كما أكره الجحيم، وكل من ينتمون لحزب مونتاج، وثي.
وفي وقت لاحق، في الحفل الراقص بقصر كابوليت، كانت أول مرة يتعرف فيها تيبالت على روميو من خلال تمويهه وتنكره، وذكر انه سيقتله إذا لم يمنعه عمه اللورد كابوليه عن ذلك. بعد ذلك أرسل تيبالت رسالة إلى روميو ليتحداه في مبارزة حتى الموت. وفي الفصل الثالث يدخل تيبالت للبحث عن روميو، فقط ليتشاجر ويثير غضب ماركيشيو ، الذي كان يسخر من تيبالت قبل أن يدخل المشهد. في بداية المشهد يتجاهل تيبالت ماركيشيو ويواجه روميو، الذي يرفض القتال بسبب زواجه من جولييت. مما زاد من غضب تيبالت أكثر. في حين انه لا يعرف أن روميو لا يستطيع محاربته لأنهم الآن أقرباء.
بعد ذلك يفقد ماركيشيو أعصابه ويبدأ في القتال مع تيبالت. حاول روميو وقف القتال عن طريق الإسراع في التدخل بينهما، ولكن دون جدوى حيث طعن تيبالت ماركيشيو وسقط قتيلاً بين ذراعي روميو. غضب روميو وحزن حزناً شديداً على صديقه، مما دفعه إلى قتل تيبالت، مما أدى إلى نفيه بعد ذلك من قبل الأمير.
ذُكر بعد ذلك ان تيبالت هو أول ابن عم لجولييت، وذلك عندما ظهرت السيدة كابوليت في المشهد الذي توفى فيه تيبالت حيث ظلت تصرخ وتنادي باسمه حزناً عليه.